# Hameur Bouazza
Hameur Bouazza (in arabo هامور بوعزة‎?; Évry, 22 febbraio 1985) è un ex calciatore francese naturalizzato algerino, di ruolo attaccante.

## Carriera
Ha vestito per tre stagioni la maglia del Watford, andando in prestito per una al Swindon Town. L'8 agosto 2007 è stato comprato dal Fulham per £ 3 milioni, che lo ha poi ceduto in prestito al Charlton nel 2008 e al Birmingham City nel 2009. Viene ceduto a titolo definitivo al Blackpool.
Nel 2010 rientra in Francia firmando per l'Arles-Avignon, neopromossa in Ligue 1.
Il 7 agosto 2012 dopo essersi svincolato dall'Omonia, seppur in breve tempo e non collezionando nessuna presenza nel campionato cipriota, firma così un contratto biennale con il Racing Santander.

## Palmarès

### Club

#### Competizioni nazionali
- Championnat National: 1

Red Star: 2014-2015